# Condado de Faulkner
O Condado de Faulkner (em inglês:  Faulkner County) é um dos 75 condados do estado americano do Arkansas. A sede do condado é Conway. Foi fundado em 12 de abril de 1873.
O condado possui uma área de 1 720 km², dos quais 1 678 km² estão cobertos por terra e 42 km² por água, uma população de 113 237 habitantes, e uma densidade populacional de 67,5 hab/km² (segundo o censo nacional de 2010). É o quinto condado mais populoso do Arkansas.